# Palazzo Selvatico Luzzato Dina
Palazzo Selvatico Luzzatto Dina (o palazzo Luzzatto Dina) è la sede del Dipartimento di Scienze Storiche e Geografiche dell'antichità (Dissgea) dell'Università degli studi di Padova.

## Storia
La struttura è stata per molto tempo la sede di una serie di illustri proprietari: il primo di questi fu Antonio Selvatico. L'acquisizione dell'immobile, appartenuto precedentemente al nobile padovano Stefano Mota, è datata 6 maggio 1406.
Il Palazzo rimase di proprietà della famiglia Selvatico per tre secoli ma la casa originaria non presentava gli edifici attuali. Nel corso del 1553 Bartolomeo Selvatico acquistò una residenza adiacente a quella di famiglia, un tempo appartenuta a Francesco Petrarca lungo l'attuale via Dietro Duomo (che costeggia il retro del Duomo di Padova), insieme all'orto annesso.
Nel 1588 il fratello Girolamo comprò un altro pezzo di terreno, in angolo con l'odierno Vicolo Estense. Tutti questi edifici vennero unificati dal più noto esponente della famiglia Selvatico, il medico Benedetto Selvatico (1574-1658), il quale diede un contributo notevole alla realizzazione del complesso attuale. I lavori iniziarono nel 1610 con l'ampliamento della casa costruendo le grandi sale del piano nobile che corrisponde all'attuale Biblioteca di Storia e commissionò la ricostruzione della facciata principale conferendogli la struttura attuale.
Tuttavia, per ricavare ulteriori attestazioni riguardanti la modifica della residenza, bisogna attendere il biennio 1616-18. In quegli anni vennero apportate delle modifiche con il rinnovamento della scala  delle cantine, della stanza “prima da basso”, l'aggiunta di una uccelliera,  di una fontana, ed infine la sistemazione del giardino.
L'intervento di più ampia portata si ebbe nel corso del 1622 con la costruzione di una palazzina “dietro Duomo” che sostituì la casa addossata a sud al cugino Sperindio Selvatico, la quale si trovava all'angolo con via San Giovanni delle Navi (attuale via Vescovado).
Lo stabile, in quell'anno, venne collegato alla casa grande attraverso un “coridor”, ovvero un ballatoio posto lungo la casa di Sperindio. Inoltre, con il consenso del cugino, Benedetto poté portare alla realizzazione di una facciata su via San Giovanni delle navi dando un aspetto unitario, anche se internamente le abitazioni rimasero divise.
La data ultima di ristrutturazione del complesso risale al 1627, da quell'anno non sono risultati altri lavori di ristrutturazione o di ampliamento del palazzo complice, probabilmente, l'arrivo della peste nel corso del 1631. Si dovette attendere il 1640 per avere ulteriori cambiamenti all'interno della casa, infatti, in quell'anno, il patrimonio venne diviso tra Benedetto, che mantenne la palazzina, e i nipoti Alvise e Antonio, figli del fratello Francesco, ai quali cedette la parte del palazzo di fronte a via San Giovanni delle Navi.
Con questa divisione Benedetto pensava di mantenere un'unione nel tempo all'interno della famiglia, in realtà fu l'inizio di numerosi liti che, alla morte di Benedetto, ebbero come risultato la divisione della residenza. Nel corso del 1668 arrivò a palazzo, oltre i già citati Alvise e Pietro, Antonio il terzo fratello che portò ad un'ulteriore suddivisione del patrimonio.
A partire dal 1693 si inaugurò, in occasione del matrimonio di Benedetto II Pietro Alvise Selvatico, figlio di Benedetto Alvise, una campagna decorativa degli interni del palazzo e la realizzazione di una scuderia di fianco all'attuale Palazzo Jonoch Gulinelli. Dopo un'ulteriore divisione dei beni tra i due fratelli, non vi furono altri restauri alla casa almeno fino al 1783.
Con Benedetto Selvatico, figlio di Alvise e nipote di Benedetto II, si inaugurò una seconda campagna decorativa del palazzo e la costruzione di un appartamento a nord della palazzina "dietro Duomo". La realizzazione dell'edificio fu commissionata dal fratello Benedetto Giovanni Andrea, canonico della Cattedrale. Benedetto Giovanni, inoltre, diede un contributo notevole per la costruzione della cosiddetta “Stanza delle vedute prospettiche” nella palazzina a fianco.
Nel 1738, grazie al matrimonio tra Alvise, figlio di Benedetto II, e la marchesa Maddalena Frigimelica, la famiglia cominciò a spostarsi verso un'altra loro residenza di maggior interesse: il palazzo Frigimelica in via dei Tadi, acquisito proprio dall'unione tra i due nobili. La divisione del 1788, successiva al completo spostamento della sede in via dei Tadi, ebbe il merito di ridurre i proprietari del palazzo e, di conseguenza, il numero di appartamenti in cui quest'ultimo era stato a lungo diviso: lo testimoniano sia la divisione tra i soli Benedetto Pietro e Benedetto Bartolomeo Selvatico risalente al 1790, sia, vent'anni dopo, il catasto napoleonico.
Nel corso dell'Ottocento, dopo la dominazione napoleonica, il palazzo passò nelle mani di Pietro Selvatico Estense, figlio di Bartolomeo, il quale nel 1852 venderà ai fratelli Beniamino e Pellegrino Dina. I due fratelli, non avendo eredi, lasciarono ai figli della sorella Enrichetta, sposata con Giacobbe Luzzatto (o Luzzatto), il patrimonio e il loro cognome. Lo stabile da quel momento è noto come Palazzo Luzzato Dina.
Il palazzo nel 1989 venne donato all'Università da Augusta Luzzato Dina, la quale, non avendo eredi, dopo la morte del suo unico figlio Pier Galeazzo nel 1946, decise di offrire il patrimonio storico-architettonico del palazzo all'Ateneo di Padova. La residenza della dinastia Selvatico divenne dopo due restauri, il primo nel 1995 e il secondo nel 2003, la sede del Dipartimento di Scienze Storiche, Geografiche e dell'Antichità di Padova (Dissgea).